# Posoka (medycyna)
Posoka, ichor – płyn wypełniający miejsce zgorzeli w ciele człowieka o dość charakterystycznym zapachu i brudnowiśniowozielonkawym kolorze.